# Menne (Warburg)
Menne ist eine Ortschaft von Warburg im nordrhein-westfälischen Kreis Höxter im Regierungsbezirk Detmold mit 732 Einwohnern.
Der Stadtteil Menne liegt ca. 5 km nördlich der Kernstadt Warburg in einer Senke und grenzt neben der Kernstadt an die Warburger Stadtteile Hohenwepel, Ossendorf und Nörde.

## Geschichte
In den Corveyer Traditionen des Klosters Corvey wird der Name Menne um das Jahr 836 das erste Mal urkundlich erwähnt. Andere Schreibweisen des Namens sind Menni oder Menny. Menne gehörte bis zu den Napoleonischen Kriegen zur Frei- und Gografschaft Warburg im Hochstift Paderborn. Von 1807 bis 1813 gehörte der Ort zum Kanton Warburg im Departement der Fulda des Königreichs Westphalen. 1816 kam Menne zum neuen Kreis Warburg in der preußischen Provinz Westfalen, in dem die Gemeinde zum Amt Warburg gehörte, das seit 1932 Amt Warburg-Land hieß.
Am 1. Januar 1975 wurde die Gemeinde Menne durch das Sauerland/Paderborn-Gesetz in die Stadt Warburg eingemeindet, die gleichzeitig in den Kreis Höxter wechselte.

## Regelmäßige Veranstaltungen
- Frühlingskonzert des Musikvereins (zwei Wochen vor Ostern)
- Schützenfest des Schützenvereins Menne e. V. Anfang Juli eines jeden Jahres
- Sportfest des Sportvereins Menne 1922 e. V. Ende Juli eines jeden Jahres
- Sommerfest des Club Menne 1977 e. V. im August jeden Jahres
- Lichterfest des Tennisclub Menne im August jeden Jahres
- Traditioneller Weihnachtsball (jedes Jahr am 25. Dezember)